# Мамочка мертва та найдорожча
Мамочка мертва та найдорожча — американський документальний фільм 2017 року режисера Ерін Лі Карр про вбивство Ді Ді Бланшар, за яке її донька, Джипсі-Роуз Бланшар, і хлопець Джипсі, Ніколас Годеджон, визнали провину та були засуджені відповідно. Прем'єра на HBO відбулася 16 травня 2017 року.
Документальний фільм досліджує вбивство та його наслідки, але також зосереджується на роках жорстокого поводження, яке Джипсі зазнала від її матері, яка переконала багатьох, що Джипсі страждала від різноманітних хвороб. Документальний фільм також розкрив масштаби брехні, яку Ді Ді сказала про здоров'я Джипсі. Вона довго стверджувала, що її донька не може ходити, і дівчинці встановили непотрібну зондову трубку.
Годеджона засудили до довічного ув'язнення за вбивство першого ступеня та збройні злочинні дії.
Джипсі-Роуз Бланшар отримала менший термін ув'язнення на 10 років і була умовно-достроково звільнена у грудні 2023 року, перш ніж відбути весь свій термін.